# Tachychlora intrapunctata
Tachychlora intrapunctata es un género de polillas coloridas en la familia Geometridae. Fue erigido por el entomólogo británico Louis Beethoven Prout en 1932, con distribución en Perú. El lectotipo de la especie fue descrita en los alrededores de La Oroya, por el Río Inambari, Provincia de Yauli, a una altitud de 3100 pies (944,9 m) sobre el nivel del mar.